# Bip-Bip toujours prêt
Pour plus de détails, voir Fiche technique et Distribution.
Bip-Bip toujours prêt (Beep Prepared) est un film américain d'animation Merrie Melodies de 6 minutes et mettant en scène Bip Bip et Vil Coyote réalisé par Chuck Jones et Maurice Noble en 1961.

## Fiche technique
- Réalisateurs : Chuck Jones et Maurice Noble
- Producteur : David H. DePatie
- Compositeur : Milt Franklyn